# Генрих II (граф д’Э)

Графство Э в составе Нормандии. XII век
Территория графства Э
Остальная часть герцогства Нормандия

Генрих II (фр. Henri II d’Eu; ум. 12 или 16/17 июля 1190 или 1191) — граф Э и лорд Гастингс с 1170 года, последний мужской представитель Нормандской династии графов.
Сын Жана (1135—1170), графа Э и лорда Гастингса, и его жены Алисы д’Обиньи (1142—1188). Наследовал отцу в 1170 году.
Не ранее 1172 года женился на Матильде (ум. не позднее 1228, возможно — в 1200), дочери Хамелина де Варенна, графа Суррей, вдове Осбера де Прео. Дети:
- Рауль (ум. 1 мая 1186);
- Ги (ум. 1185);
- Алиса, графиня Э, леди Гастингс; муж: с 1191 Рауль I де Лузиньян, граф д’Э;
- Жанна.